# Gefährdung

Allgemeines Warnzeichen nach ISO 7010

Eine Gefährdung als technischer Begriff bedeutet die Möglichkeit, dass ein Schutzgut (Person, Tier, Sache oder natürliche Lebensgrundlage) räumlich und/oder zeitlich mit einer Gefahrenquelle zusammentreffen kann. Das Wirksamwerden der Gefahr führt zu einem Schaden, etwa zu einer Verletzung, Erkrankung, Tod, Funktionseinbußen oder Funktionsverlust.
Gemäß Definition im ISO/IEC Guide 51 ist Gefährdung eine potentielle Schadensquelle.
Die Kennzeichnung der Gefährdung dient dem Schutz und der Gefahrenabwehr.

## Definitionen
- EN ISO 12100-1: potentielle Schadensquelle

EN ISO 12100-1/2 sind ersetzt worden durch EN ISO 12100 (2011-03)!
- EN 61508-4 bzw. VDE 0803 Teil 4 Funktionale Sicherheit elektrischer/elektronischer/programmierbar elektronischer sicherheitsbezogener Systeme:
  - 3.1.2 Gefährdung (en: hazard): potentielle Schadensquelle
- EN ISO 14971 Medizinprodukte: 
  - 2.3 Gefährdung – potentielle Schadensquelle

Der verletzungsbewirkende Faktor, der hinter einer Gefährdung steht, ist der physikalische Vorgang, von dem die konkrete Gefahr ausgeht. Das ist z. B. bei der ungesicherten Ladung die potentielle Energie und die kinetische Energie der ungesicherten Teile, bei der heißen Oberfläche die Wärmeenergie usw.

## Arbeitsschutz
Im Arbeitsschutz bezeichnet Gefährdung jede Quelle eines arbeitsbedingten Unfalls oder einer arbeitsbedingten Gesundheitsbeeinträchtigung. Gemeint sind dabei die Einwirkungen von schädlichen Stoffen, Energien und die Belastungen, die aus der Arbeitsumwelt nachteilig auf den Arbeitenden wirken.
Solche Gefährdungen werden durch verschiedene Ursachen bedingt. Die deutsche Bundesanstalt für Arbeitsschutz und Arbeitsmedizin nennt
- Mängel der Gestaltung des Arbeitsplatzes bezüglich
  - Arbeitsstätte
  - Arbeitsplatz
  - Arbeitsmittel (Maschinen, Werkzeuge)
  - Arbeitsstoffe (Material)
- physikalische, chemische und biologische Einwirkungen
- Mängel in der persönlichen Schutzausrüstung durch Auswahl, Benutzung oder Beschädigung
- Mängel der Arbeitsorganisation
- Mängel in der Qualifikation und Befähigung der Arbeitsperson

Die Beachtung, Ermittlung und Reduktion von Gefährdungen ist eine wesentliche Aufgabe der Arbeitsgestaltung. Welche Gefährdungen an einem konkreten Arbeitsplatz vorliegen, wird in einer Gefährdungsbeurteilung protokolliert.

## Liste der Gefährdungen im Arbeitsschutz
Auszug aus der Liste der Gefährdungen der deutschen Berufsgenossenschaften/Unfallkassen:
1. Mechanische Gefährdungen
  1. Quetsch- und Scherstellen
  2. Fangstellen und offen bewegte Maschinenteile
  3. ungesicherte Ladung
  4. Sturz/Stolpergefahr
  5. Absturz
  6. Schnittgefahr
2. Elektrische Gefährdungen
  1. Gefährliche Körperströme
  2. Lichtbögen
3. Gefahrstoffe (siehe auch H- und P-Sätze und GHS)
  1. Giftige und krebserregende chemische Stoffe
  2. gesundheitsschädliche chemische Stoffe
  3. Verdrängung der Atemluft
4. Biologische Gefährdungen
  1. Mikroorganismen und Viren
  2. Bakterien und Pilze
5. Brand- und Explosionsgefährdungen (siehe auch H- und P-Sätze)
  1. Gasexplosionen
  2. Staubexplosionen
  3. Verpuffungen
  4. Sprengstoffe
6. Druck (Freisetzung gespeicherter Energie)
7. Thermische Gefährdungen
  1. Heiße Medien
  2. Kalte Medien
8. Physikalische Belastungen (außer mechanischen, elektrischen, thermischen)
  1. Lärm
  2. Ganzkörper-Schwingungen
  3. Handarm-Schwingungen
  4. UV-Strahlung
  5. Radioaktivität und ionisierende Strahlung
  6. Elektromagnetische Felder
  7. Arbeiten in Über- oder Unterdruck
9. Physische Belastungen 
  1. Schweres Heben und Tragen
10. Gefährdung durch Arbeitsumgebungsbedingungen
  1. Klima
  2. Beleuchtung
  3. Raumbedarf und Verkehrswege
11. Belastung aus Wahrnehmung und Handhabbarkeit
  1. Verminderte Wahrnehmung
  2. Mangelnde Ergonomie
12. Sonstige Gefährdungen und Belastungen
  1. Persönliche Schutzausrüstung (PSA)
  2. Hautbelastung
13. Psychomentale Belastungen
  1. Arbeitstätigkeit
  2. Arbeitsorganisation
  3. Soziale Bedingungen
14. Organisatorische Mängel
  1. Arbeitsablauf
  2. Arbeitszeit
  3. Qualifikation
  4. Unterweisung
  5. Verantwortung
  6. Geringe Zahl an Ersthelfern
  7. Geringe Zahl an Sicherheitsbeauftragten, Fachkräften für Arbeitssicherheit
  8. Defizite hinsichtlich Jugendlicher, werdender oder stillender Mütter, Behinderter, Leistungsgewandelter und älterer Arbeitnehmer
  9. Fehlende Betriebsanweisung(en)

Das Bundesamt für Bevölkerungsschutz und Katastrophenhilfe hat im Jahr 2005 als Anlage zur bundeseinheitlichen Gefährdungsabschätzung einen Kennziffernkatalog mit Gefährdungsklassen entwickelt.